# TLC (stacja telewizyjna)
TLC – amerykański kanał telewizyjny należący do spółki Warner Bros. Discovery, działający od 1980 roku. Na antenie nadawane są programy w większości importowane z Wielkiej Brytanii, które skierowane są głównie do kobiet.

## Historia
Od 1 października 2010 roku nadaje polska wersja kanału, która zastąpiła dotychczasową markę Discovery Travel & Living. Materiały pochodzą z amerykańskiego TLC, Discovery Health oraz kanału Oprah Winfrey OWN. 
Symultanicznie nadawana jest wersja HD kanału. Kanał HD posiada własną ramówkę, choć nadaje te same programy. Kanał HD jest dostępny w USA na takich platformach cyfrowych, jak: Dish Network, Cox Communications, Comcast i DirecTV. 4 kwietnia 2013 roku wersja HD kanału ruszyła w Polsce. Konkurencyjne kanały dostępne w Polsce to BBC Lifestyle, TVN Style oraz Polsat Café.

## Dostępność
- Canal+ – pozycja 145
- Polsat Box – pozycja 100, 129
- Orange – pozycja 41